# Павлович, Стеван
Стеван Павлович (серб. Стеван Павловић; 11 марта 1829, Нови-Сад — 6 февраля 1908, Нови Сад) — сербский политический деятель, переводчик, писатель, публицист.

## Образование
Получил гимназическое образование в Нови-Саде и Халаше, окончил юридический факультет Венского университета, где защитил диссертацию на учёную степень доктора права.

## Профессиональная и общественная деятельность
В 1851—1861 годах — адвокат в Вене.
С 1861 года принимал активное участие в общественно-политической жизни сербов в Австрии, выступал в защиту их прав и свобод.
В 1869—1885 годах — депутат Сербского церковно-народного собора.
В 1870—1871 годах — депутат Государственного собрания Венгрии.
Соратник С. Милетича, видный деятель сербской Народной либеральной партии, сотрудник, адвокат и редактор её печатного органа газеты «Застава». После распада партии в 1878 году занял консервативную позицию.
В 1880—1881 годах — председатель Матицы сербской.
С 1883 года — член Сербского учёного общества.
В 1885—1894 годах — редактор и издатель еженедельника консервативного направления «Наше доба», в котором регулярно публиковал свои статьи.

## Авторство
Автор труда о Сербском церковно-народном соборе в 1869 году («Србски народни сабор у Сремским Карловцима године 1869», 1870).
Автор переводов с латинского, немецкого, французского и венгерского языков. В 1883 году опубликовал перевод книги французского историка Э. Пико «Сербы в Венгрии» («Срби у Угарскоj»).
Автор работ по истории сербской литературы, книг о сербских писателях В. Караджиче, С. Милутиновиче (Сарайлие) и Я. Игнятовиче.

## Награды
- Орден Святого Саввы